# Lacina Traoré
Lacina Traoré (Abidjan, 20 agosto 1990) è un ex calciatore ivoriano, di ruolo attaccante.

## Carriera

### Club

#### CFR Cluj

##### Stagione 2008-2009
Dopo aver iniziato la carrierà nelle file dello Stade d'Abidjan, all'inizio del 2008 Traoré viene ingaggiato dalla squadra rumena del Cluj. L'esordio del giocatore ivoriano avviene il 4 aprile 2009 contro il FC Vaslui vinta 3-0, entrando al 90º minuto. L'esordio da titolare avviene nella 26ª giornata di campionato, contro lo Steaua Bucarest, match finito 1-1. La giornata prima aveva siglato il suo primo gol con il Cluj, nel match vinto 1-0 contro il Farul in trasferta.
Nel complesso, il primo anno in Romania si conclude con 6 presenze e un gol.

##### Stagione 2009-2010
Nella seconda stagione l'esordio avviene nella seconda giornata di campionato, contro lo Steaua Bucarest, match finito 2-2. Il 17 settembre 2009, al suo debutto in Europa League, sigla il gol del definitivo 2-0 nel match di Europa League contro il Copenaghen. Il 5 novembre si ripete nel match perso 3-2 contro lo Sparta Praga.
Totalmente, quest'anno gioca 33 partite, mettendo a segno 8 gol e 2 assist.

##### Stagione 2010-2011
Il primo gol stagionale in campionato avviene contro l'Astra Giurgiu (2-2), dove sigla anche un assist. Il 15 settembre 2010 realizza il suo primo goal in Champions League nell'incontro della fase a gironi contro il Basilea, conclusosi con il punteggio di 2-1 per la formazione romena.. Nella partita di ritorno contro la Roma è protagonista del match, in cui segna il definitivo 1-1, ma ha reagito contro i suoi tifosi che lo beccavano facendo per ben tre volte il gesto dell'ombrello.
Totalmente, in quest'anno gioca 21 partite (tra cui la Suppercoppa romena vinta 4-2 contro l'Unirea Urziceni), segnando 9 gol.

#### Kuban'

##### Stagione 2010-2011
Il 6 febbraio 2011 si trasferisce ai russi del Kuban' per una cifra vicina ai 5 milioni di euro, dove è protagonista di una grande stagione, che conclude con 18 reti in 38 partite. L'esordio con i giallo-verdi avviene il 13 marzo 2013, contro il Rubin Kazan (perso 0-2), entrando al 76º minuto della partita. Tra i 18 gol sigla 5 doppiette, rispettivamente contro Amkar Perm' (vinta 3-2), Volga Nižnij Novgorod (vinta 5-0), Terek Groznyj (vinta 1-2), Krasnodar (vinta 0-2) e Zenit San Pietroburgo (2-2). 

##### Stagione 2011-2012
L'esordio in questa stagione avviene nella Kubok Rossii, dove la sua squadra perde per 1-3 contro la Dinamo Brjansk.

#### Il passaggio all'Anži

##### Stagione 2012-2013
Il 15 luglio 2012 lascia il Kuban' e passa all'Anži per 12 milioni di euro. Il suo esordio avviene proprio contro la sua ex squadra: il Kuban' Krasnodar. João Carlos segna l'1-0 per la ex, poi recuperato da Eto'o e Traoré mette fine alla partita. Il match finisce 2-1 per la sua nuova squadra. L'esordio in Europa League avviene contro l'AZ Alkmaar, vinta 1-0 con il suo gol. Ciò si ripete il match di ritorno vinto 5-0 sempre contro l'AZ Alkmaar, così che la sua squadra va alla fase ai gironi.

#### Monaco ed il prestito all'Everton
Il 4 gennaio 2014 viene acquistato dal Monaco per 10 milioni di euro, firmando un contratto di quattro anni.
Il 24 gennaio 2014 passa in prestito all'Everton. Il 16 febbraio seguente fa il suo esordio con la nuova maglia, nella partita di FA Cup contro lo Swansea (3-1), realizzando anche un gol. Il 22 febbraio, durante il riscaldamento prepartita di Chelsea-Everton (1-0), subisce un infortunio alla coscia che lo costringe a due mesi di stop. L'11 maggio scende in campo per la prima ed unica volta in Premier League con i Toffees, nella vittoria per 2-0 sul campo dell'Hull City.

#### Ritorno al Monaco
Il 1º luglio 2014 fa ritorno al Monaco. Durante la preparazione estiva il dolore alla coscia si ripresenta e costringe il giocatore ad un lungo stop. Ritorna in campo il 18 ottobre 2014 nella sfida vinta 2-0 contro l'Evian. Tuttavia, dopo 6 presenze e un gol, subisce un grave infortunio alla tibia e conclude così la sua prima stagione al Monaco. Nella stagione successiva esordisce in campionato alla terza giornata entrando nei minuti finali. Non gioca nei preliminari della Champions League 2015-2016 dove la sua squadra viene eliminata dal Valencia. Gioca invece la prima partita in Europa League contro l'Anderlecht, partita in cui segna il gol che regala il pareggio finale ai monegaschi. Si ripete in Europa contro il Qarabag, segnando questa volta il gol vittoria. Il 5 dicembre 2015 torna a segnare in campionato, realizzando una doppietta contro il Bastia nella vittoria per 1-2.
Il 3 gennaio 2016 firma quattro reti in Coppa di Francia contro il Saint-Jean Beaulieu, in un rotondo 10-2: realizza la sua quaterna nel giro di 24', tutte siglate nel solo primo tempo.

#### CSKA Mosca
L'8 luglio 2016 il Monaco annuncia il suo passaggio in prestito al CSKA Mosca.

### Nazionale
Il 14 novembre 2012 fa il suo debutto in Nazionale, subentrando nel secondo tempo dell'amichevole giocata tra Costa d'Avorio ed Austria, segnando il gol del definitivo 3-0. Prende parte, anche se non da titolare, alla Coppa d'Africa 2015, alla fine della quale si laurea campione d'Africa.

## Statistiche

### Presenze e reti nei club
Statistiche aggiornate al 3 gennaio 2016.
| Stagione        | Squadra         | Campionato      | Campionato | Campionato | Coppe nazionali | Coppe nazionali | Coppe nazionali | Coppe continentali | Coppe continentali | Coppe continentali | altre coppe | altre coppe | altre coppe | Totale | Totale | Totale |
| Stagione        | Squadra         | Comp            | Pres       | Reti       | Comp            | Pres            | Reti            | Comp               | Pres               | Reti               | Comp        | Pres        | Reti        | Pres   | Reti   |        |
| --------------- | --------------- | --------------- | ---------- | ---------- | --------------- | --------------- | --------------- | ------------------ | ------------------ | ------------------ | ----------- | ----------- | ----------- | ------ | ------ | ------ |
| 2008-2009       | Cluj            | Liga I          | 6          | 1          | CR              | 0               | 0               | UCL                | 0                  | 0                  | -           | -           | -           | 6      | 1      |        |
| 2009-2010       | Cluj            | Liga I          | 25         | 6          | CR              | 1               | 0               | UEL                | 6                  | 2                  | -           | -           | -           | 34     | 8      |        |
| gen.-2011       | Cluj            | Liga I          | 13         | 7          | CR              | 1               | 0               | UCL                | 6                  | 2                  | SR          | 1           | 0           | 21     | 9      |        |
| 2011-2012       | Kuban'          | PL              | 38         | 18         | KR              | 1               | 0               | -                  | -                  | -                  |             | -           | -           | 39     | 18     |        |
| 2012-2013       | Anži            | PL              | 29         | 13         | KR              | 2               | 0               | UEL                | 10                 | 4                  | -           | -           | -           | 43     | 18     |        |
| 2013-2014       | Everton         | PL              | 1          | 0          | FACup+CdL       | 1+0             | 1+0             | -                  | -                  | -                  | -           | -           | -           | 2      | 1      |        |
| 2014-2015       | Monaco          | L1              | 6          | 1          | CF+CdL          | 0               | 0               | UCL                | 2                  | 0                  | -           | -           | -           | 8      | 1      |        |
| 2015-2016       | Monaco          | L1              | 19         | 3          | CF+CdL          | 2+0             | 5+0             | UCL                | 6                  | 2                  | -           | -           | -           | 27     | 10     |        |
| Totale Monaco   | Totale Monaco   | Totale Monaco   | 25         | 4          |                 | 2               | 5               |                    | 8                  | 2                  |             | -           | -           | 35     | 10     |        |
| 2016-gen.2017   | CSKA Mosca      | PL              | 14         | 5          | KR              | 0               | 0               | UCL                | 6                  | 1                  | SR          | 1           | 0           | 21     | 6      |        |
| gen.- giu.2017  | Sporting Gijón  | PD              | 8          | 2          | CR              | 0               | 0               | -                  | -                  | -                  | -           | -           | -           | 8      | 2      |        |
| 2017-2018       | Amiens          | L1              | 18         | 0          | CF+CdL          | 0+0             | 0+0             | -                  | -                  | -                  | -           | -           | -           | 18     | 0      |        |
| 2018-2019       | Újpest          | NB              | 9          | 3          | MK              | 0               | 0               | -                  | -                  | -                  | -           | -           | -           | 9      | 3      |        |
| 2019-2020       | Cluj            | Liga I          | 11         | 2          | CR              | 1               | 0               | UEL                | 7                  | 0                  | SR          | 0           | 0           | 19     | 2      |        |
| Totale Cluj     | Totale Cluj     | Totale Cluj     | 55         | 16         |                 | 3               | 0               |                    | 21                 | 4                  |             | 1           | 0           | 80     | 20     |        |
| 2020-2021       | Bandırmaspor    | 2L              | 14         | 0          | TK              | 1               | 0               | -                  | -                  | -                  | -           | -           | -           | 15     | 0      |        |
| Totale carriera | Totale carriera | Totale carriera | 211        | 61         |                 | 10              | 6               |                    | 47                 | 12                 |             | 2           | 0           | 270    | 85     |        |

### Cronologia presenze e reti in nazionale
| Cronologia completa delle presenze e delle reti in nazionale ― Costa d'Avorio | Cronologia completa delle presenze e delle reti in nazionale ― Costa d'Avorio | Cronologia completa delle presenze e delle reti in nazionale ― Costa d'Avorio | Cronologia completa delle presenze e delle reti in nazionale ― Costa d'Avorio | Cronologia completa delle presenze e delle reti in nazionale ― Costa d'Avorio | Cronologia completa delle presenze e delle reti in nazionale ― Costa d'Avorio | Cronologia completa delle presenze e delle reti in nazionale ― Costa d'Avorio | Cronologia completa delle presenze e delle reti in nazionale ― Costa d'Avorio |
| Data                                                                          | Città                                                                         | In casa                                                                       | Risultato                                                                     | Ospiti                                                                        | Competizione                                                                  | Reti                                                                          | Note                                                                          |
| ----------------------------------------------------------------------------- | ----------------------------------------------------------------------------- | ----------------------------------------------------------------------------- | ----------------------------------------------------------------------------- | ----------------------------------------------------------------------------- | ----------------------------------------------------------------------------- | ----------------------------------------------------------------------------- | ----------------------------------------------------------------------------- |
| 14-11-2012                                                                    | Linz                                                                          | Austria                                                                       | 0 – 3                                                                         | Costa d'Avorio                                                                | Amichevole                                                                    | 1                                                                             | 46’                                                                           |
| 14-1-2013                                                                     | Abu Dhabi                                                                     | Costa d'Avorio                                                                | 4 – 2                                                                         | Egitto                                                                        | Amichevole                                                                    | 1                                                                             | 46’                                                                           |
| 26-1-2013                                                                     | Rustenburg                                                                    | Costa d'Avorio                                                                | 3 – 0                                                                         | Tunisia                                                                       | Coppa d'Africa 2013 - 1º Turno                                                | -                                                                             | 68’                                                                           |
| 3-2-2013                                                                      | Rustenburg                                                                    | Costa d'Avorio                                                                | 1 – 2                                                                         | Nigeria                                                                       | Coppa d'Africa 2013 - Quarti di finale                                        | -                                                                             | 83’                                                                           |
| 8-6-2013                                                                      | Banjul                                                                        | Gambia                                                                        | 0 – 3                                                                         | Costa d'Avorio                                                                | Qual. Mondiali 2014                                                           | 1                                                                             | 24’ 64’                                                                       |
| 16-6-2013                                                                     | Dar es Salaam                                                                 | Tanzania                                                                      | 2 – 4                                                                         | Costa d'Avorio                                                                | Qual. Mondiali 2014                                                           | 1                                                                             | 90’                                                                           |
| 12-10-2013                                                                    | Abidjan                                                                       | Costa d'Avorio                                                                | 3 – 1                                                                         | Senegal                                                                       | Qual. Mondiali 2014                                                           | -                                                                             | 77’                                                                           |
| 30-5-2014                                                                     | Saint Louis                                                                   | Bosnia ed Erzegovina                                                          | 2 – 1                                                                         | Costa d'Avorio                                                                | Amichevole                                                                    | -                                                                             | 63’                                                                           |
| 14-11-2014                                                                    | Freetown                                                                      | Sierra Leone                                                                  | 1 – 5                                                                         | Costa d'Avorio                                                                | Qual. Coppa d'Africa 2015                                                     | -                                                                             |                                                                               |
| 19-11-2014                                                                    | Abidjan                                                                       | Costa d'Avorio                                                                | 0 – 0                                                                         | Camerun                                                                       | Qual. Coppa d'Africa 2015                                                     | -                                                                             | 46’                                                                           |
| 15-1-2015                                                                     | Abu Dhabi                                                                     | Costa d'Avorio                                                                | 0 – 2                                                                         | Svezia                                                                        | Amichevole                                                                    | -                                                                             | 79’                                                                           |
| 4-2-2015                                                                      | Bata                                                                          | RD del Congo                                                                  | 1 – 3                                                                         | Costa d'Avorio                                                                | Coppa d'Africa 2015 - Semifinale                                              | -                                                                             | 90+2’                                                                         |
| Totale                                                                        |                                                                               | Presenze                                                                      | 12                                                                            |                                                                               | Reti                                                                          | 4                                                                             |                                                                               |

## Palmarès

### Club
- Coppa di Romania: 1

Cluj: 2008-2009
- Supercoppa di Romania: 1

Cluj: 2009
- Campionato rumeno: 2

Cluj: 2009-2010, 2019-2020

### Nazionale
- Coppa d'Africa: 1

Guinea Equatoriale 2015